# Берленго
Берленгаш — архіпелаг з невеликих островів в Атлантичному океані, розташований на відстані 10-15 км від узбережжя Португалії, на висоті міста Пеніше . Архіпелаг складається з трьох груп островів: Берленго Гранде (разом з прилеглими островами), Естелас, Фарліхус.
На найбільшому острові (Берленго Гранде) розташовані фортеця, зведена на початку XVII століття і покинута в XIX, і маяк, побудований в 1841 році. В даний час архіпелаг не має постійних жителів. Фортеця частково перетворена в курорт. Нині частина архіпелагу перетворена в заповідник (через розмаїття місцевої фауни, особливо стосовно морських птахів), відвідуваний в основному вченими, а влітку — також невеликою кількістю туристів.